# Horacio Saavedra
Horacio Saavedra Núñez (Pitrufquén, 27 de marzo de 1946) es un compositor, director de orquesta, músico y político chileno. 
En 2016 fue elegido como concejal en la comuna de Maipú, siendo reelegido en 2021.

## Biografía
Nació en Pitrufquén, y luego vivió en Temuco, donde estudió en el Liceo Pablo Neruda. Ahí tuvo dos bandas, "Los Hermanos Saavedra" junto a su hermano Héctor, y "Los Cinco Monedas", donde tocaba el acordeón. En 1963, "Los Cinco Monedas" fueron reclutados por una gira de artistas chilenos para sus presentaciones, trasladándose a Ñuñoa, Santiago, donde se radicaron definitivamente.
Al año siguiente se integró como bajista a la banda Los Rockets, junto a Carlos González, Nano Vicencio, Sergio Sánchez, y a su hermano Héctor. El grupo funcionó como soporte para varios cantantes chilenos como Buddy Richard, Danny Chilean, Luz Eliana y Larry Wilson, y además produjo sus propios discos, debutando en 1965 con el álbum Surf - Shake.
Sin embargo, Saavedra adquirió notoriedad pública como director de orquesta, a fines de la década de 1960. Dirigió la orquesta de 38 músicos en el concierto de Buddy Richard en el Teatro Astor, el 10 de diciembre de 1969, que fue transmitido por radio y televisión, y que se transformaría en uno de los primeros registros en vivo de la música chilena, el álbum Buddy Richard en el Astor.
En 1970 participó por primera vez en la dirección orquestal de un programa de televisión cuando se sumó a Sábados en el 9, presentado por Enrique Maluenda y emitido por Canal 9. En 1971, por decisión del productor Camilo Fernández se hizo cargo de la orquesta del Festival Internacional de la Canción de Viña del Mar, participando en todas las versiones del certamen —con excepción de la de 1975, 1978, 1991 y 1992— hasta 2010. Paralelamente, Saavedra dirigió orquestas en numerosos programas de televisión de Televisión Nacional de Chile (TVN) —como Dingolondango y Festival de la una—, donde estuvo entre 1975 y 1995, y en Canal 13 —como Martes 13 y Viva el lunes—, estación donde trabajó entre 1995 y 2009. Además, participó como director de orquesta de las canciones representantes de Chile en el Festival OTI de la Canción  en 1973, 1975, 1976 y 1978, siendo su última participación en 1986, como director titular de la orquesta del evento internacional realizado ese año en Chile. 
Participó activamente en la campaña del "Sí" en el plebiscito de 1988.
Desde 2016, es concejal de la comuna de Maipú.

## Historial electoral

### Elecciones municipales de 2016
- Elecciones municipales de 2016 para el concejo municipal de Maipú (Chile)[10]

(Se consideran los candidatos con más de 1500 votos)
| Candidato                  | Pacto                        | Partido | Votos | %    | Resultado |
| -------------------------- | ---------------------------- | ------- | ----- | ---- | --------- |
| Alejandro Almenares Müller | Chile Vamos                  | RN      | 7220  | 8.00 | Concejal  |
| Herman Silva Sanhueza      | Nueva Mayoría                | PDC     | 7119  | 7.89 | Concejal  |
| Horacio Saavedra Núñez     | Chile Vamos                  | UDI     | 3656  | 4.05 | Concejal  |
| Pedro Delgadillo Castillo  | Con la Fuerza del Futuro     | ILG     | 3193  | 3,54 | Concejal  |
| Ariel Ramos Stocker        | Nueva Mayoría                | PCCh    | 3126  | 3,46 | Concejal  |
| Erto Pantoja Gutiérrez     | Nueva Mayoría                | ILS     | 2462  | 2,73 | Concejal  |
| Marcela Silva Nieto        | Nueva Mayoría                | PS      | 2409  | 2,67 | Concejala |
| Gonzalo Ponce Bórquez      | Poder Ecologista y Ciudadano | PEV     | 2266  | 2,51 | Concejal  |
| Abraham Donoso Morales     | Nueva Mayoría                | PDC     | 2153  | 2,39 | Concejal  |
| Carlos Jara Garrido        | Con la Fuerza del Futuro     | ILG     | 1733  | 1,92 |           |
| Gabriela Chávez Rodríguez  | Nueva Mayoría                | PPD     | 1686  | 1,87 |           |
| Karen Garrido Neira        | Chile Vamos                  | RN      | 1578  | 1,75 | Concejala |

### Elecciones municipales de 2021
- Elecciones municipales de 2021 para el concejo municipal de Maipú[11]

| Candidato                   | Pacto                         | Partido | Votos | %    | Resultado |
| --------------------------- | ----------------------------- | ------- | ----- | ---- | --------- |
| Alejandra Salinas Inostroza | Ecologistas e Independientes  | ILXZ    | 10483 | 5,75 | Concejala |
| Alejandro Almendares Müller | Chile Vamos                   | RN      | 7861  | 4,31 | Concejal  |
| Horacio Saavedra Núñez      | Chile Vamos                   | UDI     | 6124  | 3,36 | Concejal  |
| Felipe Farías López         | Frente Amplio                 | Comunes | 5824  | 3,19 | Concejal  |
| Camila (Ka) Quiroz Viveros  | Frente Amplio                 | Comunes | 5556  | 3,05 | Concejala |
| Bladymir Muñoz Acevedo      | Frente Amplio                 | RD      | 5443  | 2,98 | Concejal  |
| Elizabeth González Muñoz    | Chile Digno, Verde y Soberano | PCCh    | 4969  | 2,72 | Concejala |
| Carolina Silva Nieto        | Unidad por el Apruebo         | PS      | 4969  | 2,72 | Concejala |
| Gonzalo Ponce Bórquez       | Ecologistas e Independientes  | PEV     | 4967  | 2,72 | Concejal  |
| Graciela Arochas Felber     | Unidos por la Dignidad        | PDC     | 1845  | 1,01 | Concejala |